# Grigorowitsch-Blatt
Grigorowitsch-Blatt ist die Bezeichnung für ein wahrscheinlich aus Nordmazedonien stammendes Pergamentblatt in altkirchenslawischer Sprache in glagolitischer Schrift aus dem 11. Jahrhundert. Es enthält einen liturgischen Text (Gebet).
Das Blatt wurde 1845 vom russischen Slawisten Wiktor Grigorowitsch in Bulgarien gefunden und befindet sich heute in der Russischen Akademie der Wissenschaften in St. Petersburg, Signatur 24.4.17.
Es ist unklar, ob es ursprünglich zu den Rila-Blättern (24.4.15) gehörte.